# Ranmaru Kotone
Ranmaru Kotone (japanisch 琴音 らんまる Kotone Ranmaru; * 17. Februar) ist eine japanische Mangaka.

## Werdegang und Werk
Das erste von Kotone verlegte Werk war die Manga-Adaption des Films Das Mädchen, das durch die Zeit sprang im Jahr 2006. Es folgte von 2007 bis 2009 die Adaption der Light Novel Yoru wa Mijikashi Arukeyo Otome in fünf Bänden. Die Science-Fiction-Serie Saihate no Diasta über zwei raumfahrende Schwestern war 2009 dann erstmals eine eigene Geschichte. 2011 und 2012 setzte Kotone dann mit Blood-C eine Idee der Künstlerinnengruppe Clamp um. Die Mystery-Serie um ein Tempelmädchen, das gegen übernatürliche Wesen kämpft, erschien bei Kazé Manga auch auf Deutsch. Bei Egmont Manga erschien einige Jahre später eine deutsche Fassung von Kotones Manga-Fassung des Films Your Name.

## Bibliografie (Auswahl)
- Toki o Kakeru Shōjo: Tokikake (時をかける少女 －TOKIKAKE－, 2006, 1 Band, Zeichnungen)
- Yoru wa Mijikashi Arukeyo Otome (夜は短し歩けよ乙女, 2007–2009, 5 Bände, Zeichnungen)
- Saihate no Diasta (最果てのディアスタ, 2009–2011, 2 Bände)
- Blood-C (2011–2012, 4 Bände)
- RDG Red Data Girl (2012–2014, 5 Bände)
- Your Name. (君の名は。 Kimi no Na wa., 2016–2017, 3 Bände, Zeichnungen)